# ابوالحسن محمدی
ابوالحسن محمدی (۱۳۱۱–۱۳۹۴) حقوق‌دان ایرانی و استاد بازنشستهٔ دانشگاه تهران بود. او در سال ۱۳۴۷ از دانشگاه تهران دکترای حقوق گرفت.
مهم‌ترین اثر او، کتاب مبانی استنباط حقوق اسلامی (انتشارات دانشگاه تهران) است که تا سال ۱۴۰۰ به چاپ شصت و هفتم رسیده‌است.

## آثار
- قواعد فقه
- مبانی استنباط حقوق اسلامی
- گزیده متون فقه (از کتاب فقه الصادق / محمد جواد مغنیه)
- بایسته‌های متون فقه (از لمعه و شرح آن)